# Aristeguietia arborea
Espèce
Synonymes
- Eupatorium arboreum Kunth[2] [1]

Statut de conservation UICN

 VU B1ab(iii); D2 : Vulnérable
Aristeguietia arborea est une espèce de plantes à fleurs de la famille des Asteraceae trouvée seulement en Équateur.

## Publication originale
- Phytologia 30: 219. 1975.